# Biserica reformată din Borla
Biserica reformată din Borla, Sălaj a fost construită în perioada 1782-1784.